# Законтурне заводнення

Заводнення покладів: а — законтурне; б — приконтурне; в — з розрізанням на окремі площі; г — блокове; ґ– осьове; д — кільцеве; е — центральне; є — осередкове

Законтурне заводнення (від нім. Kontur, франц. contour — обрис) (рос. законтурное заводнение; англ. perimeter flooding, marginal flooding, edge water flooding; нім. Randwasserfluten n, exkonturales Fluten n) — спосіб розробки нафтових родовищ, за якого підтримування або відновлення балансу пластової енергії здійснюється запомповуванням води в ряд нагнітальних свердловин, що розташовуються за зовнішнім контуром нафтоносності на відстані 100—1000 м (по периметру покладу). З.з. є найефективнішим на відносно невеликих родовищах, пласти яких складені однорідними породами з хорошою проникністю, не ускладнені порушеннями і містять малов'язку нафту.
СТІК (ВІДТІКАННЯ) ЗАКАЧУВАНОЇ ВОДИ — явище, яке виникає при законтурному заводненні, коли частково або повністю нагнітальна вода надходить у водоносну частину пласта внаслідок покращеної її колекторської характеристики (порівняно з нафтоносною) або наявності екрануючого шару на водонафтовому контакті.